# Derek Prince
Peter Derek Vaughan Prince (Bangalore 14 augustus 1915 - Jeruzalem, 24 september 2003) was een Britse filosoof, theoloog, evangelist en voorganger.
Hij was een internationaal Bijbelleraar; hij genoot en geniet vooral bekendheid in de pinksterbeweging en de charismatische beweging. Speerpunten van zijn geestelijke werk, dat medio jaren zestig een aanvang nam, waren bevrijding van demonen, gebedsgenezing, discipelschap, de toekomst van Israël en gebed voor overheden en naties.

## Levensloop
Zijn opleiding kreeg hij aan twee van Engelands meest vooraanstaande onderwijsinstellingen: Eton College en de Universiteit van Cambridge. Op 24-jarige leeftijd werd hij docent op het King's College en doceerde daar klassieke en moderne filosofie.
In de Tweede Wereldoorlog moest hij als Brits staatsburger in militaire dienst en werd gelegerd in Noord-Afrika. Als ‘filosofisch studiemateriaal’ nam hij een bijbel mee die hij in enkele maanden doorwerkte. Als gevolg hiervan werd hij christen.
Toen hij later in het toenmalige mandaatgebied Palestina was gestationeerd, ontmoette hij Lydia Christensen. Zij runde een kindertehuis in Ramallah en adopteerde acht kinderen. Ondanks een leeftijdsverschil van 25 jaar, Lydia was in 1890 geboren, trouwde Prince in 1946 met haar, ongeveer een maand voordat hij in Jeruzalem werd gedemobiliseerd. De eerste jaren van hun huwelijk bleven zij daar wonen. Het gezin vluchtte echter naar Groot-Brittannië tijdens de Israëlische Onafhankelijkheidsoorlog van 1948.
In Groot-Brittannië leidde Prince een pinkstergemeente. Hij sprak veel op Speaker's Corner in het Londense Hyde Park. In 1957 vertrok Prince samen met zijn vrouw naar Kenia om daar leiding te geven aan een Bijbelschool. Prince claimde in dat land gebruikt te zijn als instrument bij het opwekken van twee doden.
In 1962 vertrokken de Princes naar Canada, om vervolgens betrokken te zijn bij verschillende kerken in de Verenigde Staten. In die tijd won Prince aan bekendheid als Bijbelleraar binnen de charismatische beweging en pinksterbeweging. Tijdens deze periode was ook de zogeheten Tweede Golf van de Heilige Geest, die in de vijtiger jaren was opgekomen, van belang binnen de charismatische beweging. Prince viel op door zijn systematische manier van onderwijs, iets waaraan grote behoefte bestond binnen de pinksterbeweging.

## Shepherding Movement
In 1968 verhuizen de Princes naar Fort Lauderdale (Florida). Begin jaren 70 werkte hij nauw samen met andere bekende Bijbelleraren: Don Basham (1926-1989), Ern Baxter (1914–1993), Bob Mumford (1930) en Charles Simpson (1937-2024). Zij kwamen bekend te staan als de Fort Lauderdale Five. De groep leerde dat elke christen een leider/mentor boven zich moet hebben. Dit werd gebracht in het Bijbelse beeld van schapen en hun herder. Hierdoor kwam de beweging ook wel bekend te staan als de Shepherding Movement. De beweging kon echter rekenen op veel kritiek, omdat veel 'herders' hun autoriteit zouden misbruiken. De beweging werd veroordeeld door een groot aantal prominenten binnen de pinksterbeweging, waaronder Pat Robertson en Kathryn Kuhlman.

## Laatste jaren
Prince en Lydia waren 30 jaar gehuwd. Zij overleed in 1975. Toen Prince in 1978 wilde trouwen met de in 1930 geboren Ruth Baker kreeg hij aanvankelijk geen toestemming van zijn 'collega-herders'. Ruth trouwde op jonge leeftijd met haar eerste man en ging over tot de Joodse leer. Hun huwelijk eindigde in een echtscheiding. Ze bleef tot 1970 de Joodse religie aanhangen, maar bekeerde zich toen tot het christendom. Uiteindelijk gaven zijn collega's toch hun akkoord en Prince trouwde opnieuw in 1978. Prince woonde sinds 1981 in Jeruzalem, van waaruit hij de hele wereld rondreisde om op massabijeenkomsten te preken en te genezen. Hij schreef meer dan veertig boeken, en cassettes en videobanden van zijn preken en radiopraatjes gingen de hele wereld over. In 1983 nam Prince afstand van de beweging en stelde dat hij nooit helemaal precies wist wat er gaande was, vanwege zijn drukke reisschema en zijn verdriet als gevolg van de dood van zijn vrouw. In december 1998 overleed zijn tweede vrouw, Ruth, op 68-jarige leeftijd. In 2003 overleed hij zelf, op 88-jarige leeftijd.

## Theologie
Als pinksterchristen geloofde Prince in de aanwezigheid van 'geestelijke' krachten. Hij geloofde dat gezondheids- en psychische problemen een demonische oorzaak zouden kunnen hebben. Op deze leer kwam ook kritiek. Zo zei de Nederlandse bijzonder hoogleraar pentecostalisme Cees van der Laan: "Ik ben niet blij met sommige van die boekjes van Prince, ze zijn exegetisch onverantwoord. Neem dat merkwaardige boekje Zegen of vloek, aan u de keus, dat veel wordt gelezen. Prince geeft daarin een ongekende kracht aan woorden. Zo zou je door te klagen over je been een vloek over je been uitspreken. Nonsens natuurlijk. Maar het heeft wel een uitwerking in het leven van mensen. Soms leidt het tot een ontkenning van een ziekte". Verder meende Prince dat christenen bezeten kunnen zijn door demonen, een mening die door een groot gedeelte van de pinksterbeweging niet gedeeld wordt.
Prince geloofde ook dat het ontstaan van de staat Israël een vervulling was van Bijbelse profetieën en dat de ineenstorting van het Britse rijk veroorzaakt was doordat het de Joden tijdens de Mandaatperiode niet voldoende gesteund zou hebben en onder andere de beloftes uit de zogenaamde Balfour-verklaring niet waren nagekomen. Prince zag de islam als een door demonen geïnspireerd geloof en sprak kort voor zijn dood de gedachte uit dat Groot-Brittannië weleens een moslimland zou kunnen worden.